# Libolingock
Libolingock est un village du Cameroun, rattaché à la l'arrondissement de Nyanon, situé dans le département de la Sanaga-Maritime et la région du Littoral.

## Population et développement
En 1967, la population de Libolingock était de 192 habitants, essentiellement des Bassa. La population de Libolingock était de 117 habitants dont 54 hommes et 63 femmes, lors du recensement de 2005.  